# Offsetinkt

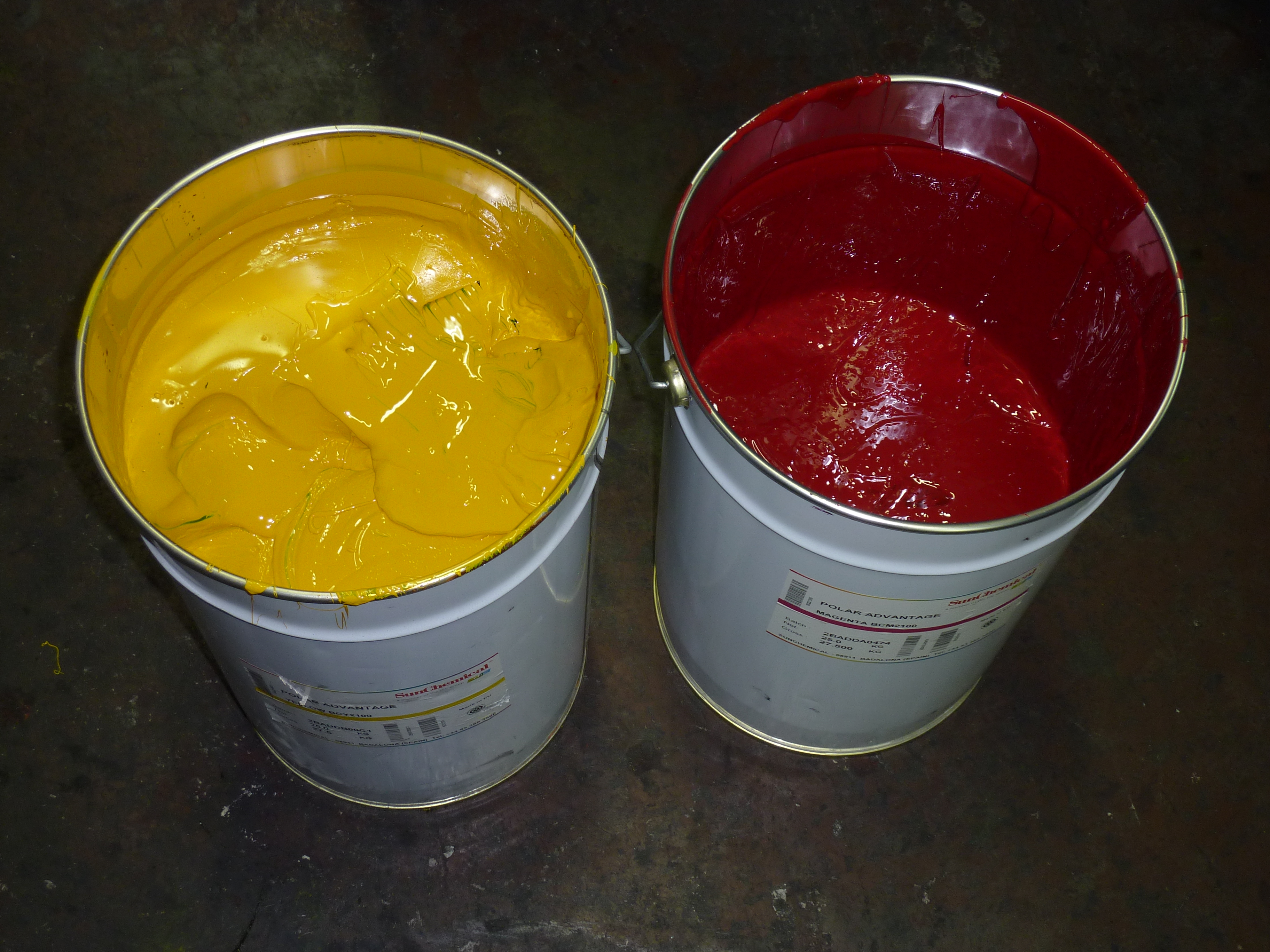
Gele en magenta offsetinkt (z.g. coldset-inkt) in vaten van 25 kg

Offsetinkt is een drukinkt die gebruikt wordt in de offsetdruk.
Offsetinkt bestaat, net als andere drukinkten, uit minstens twee hoofdbestanddelen: een kleurpigment en een kleurdrager. De kleurdrager wordt meestal als bindmiddel of vernis aangeduid. Aan alle vellenoffsetdrukinkten zijn ook nog droogmiddelen toegevoegd om het drogen te versnellen.
Door de kleurpigmenten wordt de kleurtoon bepaald. Voor iedere aan te wrijven kleur wordt het passende pigment uitgezocht. De chemische industrie levert een groot aantal pigmenten.
Het bindmiddel bestaat bij vellenoffsetdrukinkten uit een colloïdale oplossing van kunstharsen en vluchtige oliën in mineraalolie. De kwaliteit van de drukinkt wordt bepaald door de samenstelling en de bereiding ervan.
De kleurpigmenten kunnen alleen door het bindmiddel getransporteerd en tijdens het drukken vast op het papier of een andere te bedrukken stof aangebracht worden.
Er zijn twee soorten droging:
- Fysische droging (coldset-inkt)
- Oxidatieve droging door middel van ultraviolette of infrarode straling